# Cecil Price-Jones
Cecil Price-Jones (* 1863; † 27. August 1943 in Radlett, Hertfordshire) war ein britischer Hämatologe und Pathologe. Er wurde bekannt durch seine Arbeiten zur Größe der roten Blutkörperchen (Erythrozyten).

## Leben
Cecil Price-Jones absolvierte seine Ausbildung zum Arzt am University College und am Guy’s Hospital in London. Anschließend arbeitete er in der Praxis seines Vaters in Surbiton. Nach dem Tod seines Vaters gab er die Tätigkeit als niedergelassener Allgemeinmediziner auf und wandte sich der Pathologie zu. In dieser Disziplin war er zunächst am Guy’s Hospital und nach dem Ersten Weltkrieg am University College Hospital tätig.
Sein Forschungsschwerpunkt wurde die Größe der roten Blutkörperchen (Erythrozyten), die individuelle Ausprägung von deren Größenverteilung sowie entsprechende Veränderungen bei verschiedenen Erkrankungen. Er entwickelte verschiedene Methoden zur Zählung von Erythrozyten sowie zur Bestimmung ihrer Größe und ihres Hämoglobingehaltes. Nach ihm benannt ist die Price-Jones-Kurve, welche die Größenverteilung der Erythrozyten anhand ihres Durchmessers beschreibt. Seine weiteren Forschungsaktivitäten umfassten bakteriologische Untersuchungen bei Krebserkrankungen sowie Studien zur experimentellen Physiologie.
Zu seinen Interessen neben der Medizin zählten Weichtiere. Er war Mitglied der Malacological Society of London und veröffentlichte in den Proceedings der Gesellschaft unter anderem eine Arbeit über die Gehäuse von Bänderschnecken. Darüber hinaus spielte er Cello und war im Bereich der Malerei aktiv.

## Werke (Auswahl)
- C. Price-Jones: The diurnal variation in the sizes of red blood cells. In: The Journal of Pathology and Bacteriology. 23(4)/1920. The Pathological Society of Great Britain and Ireland, S. 371–383
- C. Price-Jones: The sizes of red blood cells in emphysema. In: The Journal of Pathology and Bacteriology. 24(3)/1921. The Pathological Society of Great Britain and Ireland, S. 325–332
- C. Price-Jones: The diameters of red cells in pernicious anæmia and in anæmia following hæmorrhage. 25(4)/1922. The Pathological Society of Great Britain and Ireland, S. 487–504
- C. Price-Jones: Individuality in the size of red cells. 33(4)/1930. The Pathological Society of Great Britain and Ireland, S. 1173–1174
- C. Price-Jones: The red cells in microcytic anámia (Witts). 35(4)/1932. The Pathological Society of Great Britain and Ireland, S. 759–767